# Частная жизнь (фильм, 2018)
«Частная жизнь» (англ. Private Life) — кинофильм режиссёра Тамары Дженкинс, вышедший на экраны в 2018 году.

## Сюжет
Ричард и Рейчел — немолодая пара писателей, которая много лет пытается завести детей. Они прошли множество обследований, а Рейчел несколько раз пыталась забеременеть с помощью процедуры ЭКО. После очередной неудачной попытки доктор предлагает новый вариант — взять яйцеклетку для ЭКО у донора. После некоторых сомнений Ричард и Рейчел начинают поиск подходящих доноров. В этот момент к ним на некоторое время приезжает дочь близких друзей Сейди, которая также мечтает стать писательницей. Осознав, что это отличная кандидатура, супруги предлагают Сейди стать донором. Та, желая отблагодарить друзей, сразу же соглашается, однако это решение вызывает бурное неодобрение её матери…

## В ролях
- Пол Джаматти — Ричард Граймс
- Кэтрин Хан — Рейчел Биглер
- Кейли Картер — Сейди Баррет
- Молли Шеннон — Синтия Граймс
- Денис О’Хэр — доктор Дордик
- Эмили Робинсон — Шарлотта Граймс
- Джон Кэрролл Линч — Чарли Граймс
- Десмин Борджес — Сэм
- Франческа Рут-Додсон — Фиона
- Шивон Фэллон — Бет

## Награды и номинации
- 2018 — две номинации на премию «Готэм» за лучший сценарий (Тамара Дженкинс) и лучшую женскую роль (Кэтрин Хан).
- 2019 — три номинации на премию «Независимый дух»: лучший режиссёр, лучший сценарий (обе — Тамара Дженкинс), лучшая актриса второго плана (Кейли Картер).
- 2019 — номинация на премию «Спутник» за лучший независимый фильм-драму.

## Отзывы
На сайте-агрегаторе Rotten Tomatoes фильм имеет рейтинг 93 % на основании 106 критических отзывов.